# 모리 마사히로 (에도 시대)

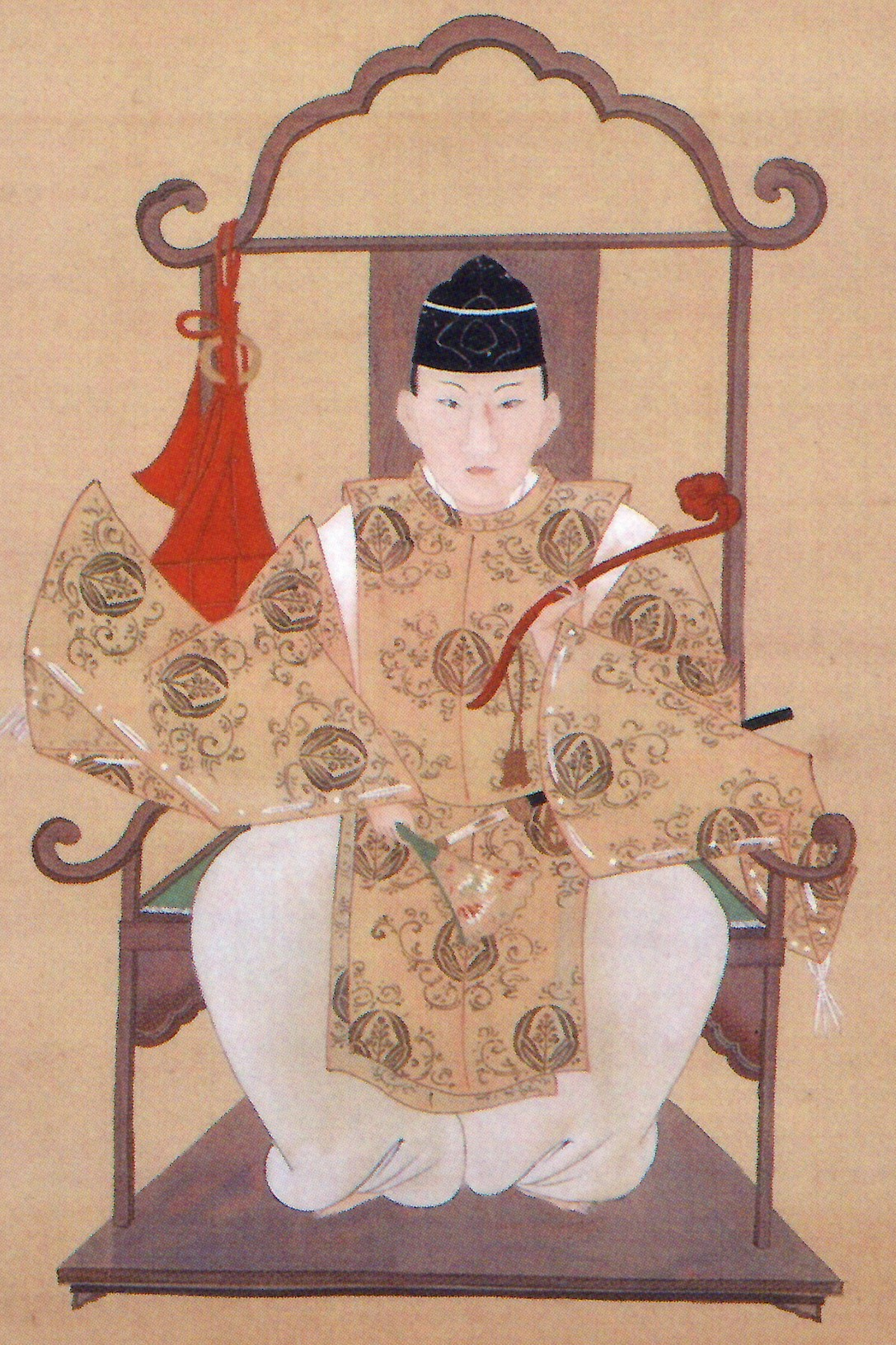
모리 모토히라

모리 마사히로(毛利匡広)는 에도 시대 전기부터 중기까지의 다이묘이다. 나가토 기요스에번 제2대 번주, 동국 조후번 제6대 번주를 지냈다. 기요스에번 선대 번주 모리 모토토모의 차남으로 태어났다. 기요스에번주 당시의 이름은 모토히라(元平)였다.
조후번 선대 번주 모리 모토노리가 10대의 나이로 요절하여 모리 미쓰히로 계열의 조후 종가는 대가 끊겨 모리 히데모토를 같은 조상으로 둔 기요스에의 마사히로가 뒤를 잇게되며 기요스에는 다시 조후번에 편입된다. 후에 모토히라의 5남 모로나리가 차기 조후번주가 되어 동생이자 모토히라의 7남 마사나리에게 1만석을 분지하여 기요스에번을 부활시킨다.
| 전임 모리 모토토모 | 제2대 기요스에번 번주 (기요스에 모리가) 1683년 ~ 1718년 | 후임 조후번에 편입 (모리 마사나리) |

| 전임 모리 모토노리 | 제6대 조후번 번주 (조후 모리가) 1718년 ~ 1729년 | 후임 모리 모로나리 |